# Oorlogsherdenkingsmunt voor de veldtochten van 1870 en 1871

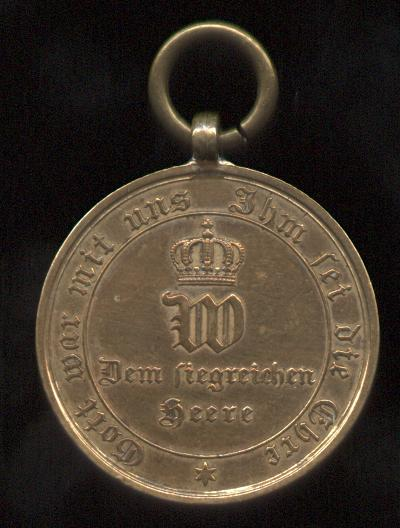
Kriegsdenkmünze 1870/71 voor combattanten, voorkant

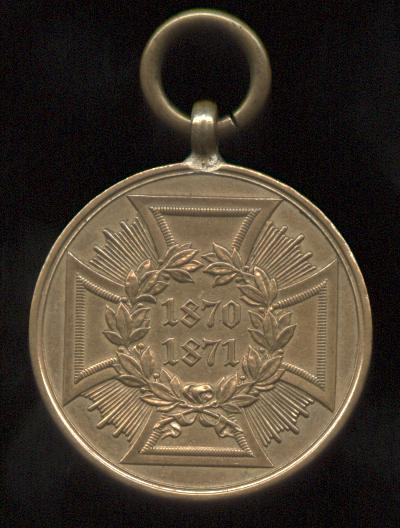
Kriegsdenkmünze 1870/71 voor combattanten, keerzijde

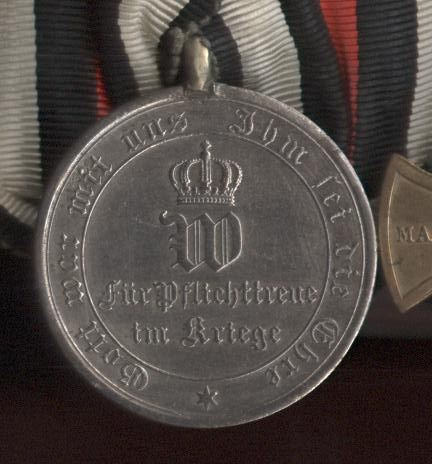
Kriegsdenkmünze 1870/71 für Nichtkombattanten, afwijkende voorkant van de stalen medaille

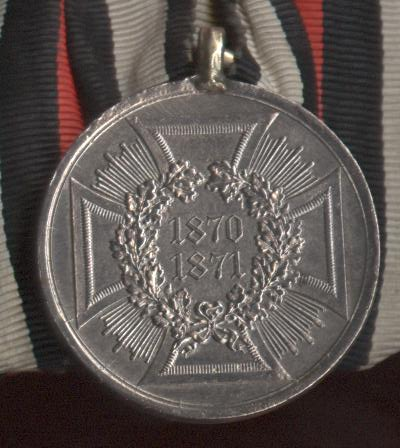
Kriegsdenkmünze 1870/71 voor niet-combattanten, een eikenkrans in plaats van een lauwerkrans

De Oorlogsherdenkingsmunt voor de veldtochten van 1870 en 1871 (Duits: Kriegsdenkmünze für die Feldzüge 1870/71) werd op 20 mei 1870 door keizer Wilhelm I ingesteld.
Frankrijk had in 1870, na Pruisische provocaties, de oorlog verklaard aan Pruisen en een leger van de Duitse Bond trok Frankrijk binnen. De Fransen werden verpletterend verslagen.
De Pruisische koning liet in 1870 voor het eerst sinds 1815 weer een IJzeren Kruis, ditmaal met het getal "1870" slaan en er werden ook andere onderscheidingen voor moed of verdienste toegekend. De Duitse staten volgden het Pruisische voorbeeld. Omdat decoraties in het in 1870 uitgeroepen federale Duitse Keizerrijk een zaak van de koninkrijken, Hanzesteden, (groot)hertogdommen en vorsten bleven kwam er geen Duitse onderscheiding voor de troepen. In deze leemte werd voorzien met de Oorlogsherdenkingsmunt.
De munt was volgens het decreet waarin het werd ingesteld een Pruisische medaille, de kosten kwamen voor rekening van het Duitse Rijk (Reichsgesetzblatt. 1871 Nr. 22, S. 103; Veröffentlichung Nr. 642).
Al de militairen, vrijwilligers en reservisten die in de oorlog van 70/71 deel namen aan een gevecht of een beleg alsmede al diegenen die on oorlog te voeren ("zu kriegerischen Zwecken") de grens overtrokken konden worden gedecoreerd met deze medaille. Ook de opvarenden van het oorlogsschip SMS Augusta, die tussen 11 december 1870 en 2 maart 1871 tot de bemanning behoorden kwamen voor de medaille in aanmerking. De oorlog werd op land uitgevochten en Pruisen was in 1870 geen zeemacht van betekenis. Het korvet Augusta wist desondanks drie handelsschepen te veroveren die op weg waren naar de Franse westkust.

## De medaille
Voor combattanten is de medaille een uit veroverd vijandelijk geschut vervaardigde ronde bronzen penning met op de voorzijde een gekroond monogram "W" van de Pruisische koning. Onder het koninklijke monogram staan de woorden "Dem siegreichen Heere". 
Het omschrift luidt: "Gott war mit uns, Ihm sei die Ehre". De Pruisen die onder vaandels met hem motto "Gott mitt uns" vochten zagen in een Duitse overwinning op het machtige Frankrijk dat Duitsland in de Dertigjarige Oorlog had verwoest en ook daarna nog vernietigende veldtochten op Duits grondgebied had gevoerd een bewijs van goddelijke gerechtigheid. De Pruisische regering legitimeerde zichzelf en haar oorlogen met godsdienstige argumenten.
Op de keerzijde staat een kruis met stralen in de armen en in het midden een lauweromkranst schild met de jaartallen "1870" en "1871". Op de rand van de bronzen medaille staat de tekst "AUS EROBERTEM GESCHUETZ". Er werd 280 kilo brons van Frans geschut in de medailles verwerkt. 
De medaille voor de non-combattanten zoals artsen, zielzorgers en ziekendragers is van staal. Onder het koninklijke monogram staan de woorden "Für Pflichttreue im Kriege". Op de keerzijde staat een eikenkrans afgebeeld.

## Draagwijze
Ambtenaren droegen de medaille aan een zwart lint met witte bies en rode middenstreep op de linkerborst. De linten werden in Duitsland op verschillende wijzen opgemaakt; in de Pruisische "U" vorm, als vierkante lapjes stof op karton of blik en in Saksen als driehoekig gevouwen lint. Het lint voor combattanten en non-combattanten is gelijk. Alleen de militaire ambtenaren, het burgerpersoneel van het Ministerie van Oorlog, draagt de medaille aan een wit lint met een zwarte bies en een rode middenstreep. Linten in het spiegelbeeld van de militaire onderscheiding behoren tot de Duitse traditie en komen ook bij het IJzeren Kruis en andere onderscheidingen voor.

## De gespen
Op 18 augustus 1895 liet Keizer Wilhelm II ter herinnering aan de vijfentwintig jaar eerder behaalde overwinning, op de 25e viering van wat in Duitsland "Sedantag" de nationale feestdag was, gespen instellen die op het lint mochten worden gedragen. Ieder van deze gespen herinnert aan een van de veldslagen of schermutselingen in de oorlog van 1870/1871. In het Duits wordt een dergelijke gesp een "Gefechtsspangen" genoemd. Er zijn 28 officiële gespen. 
- WEIßENBURG
- SPICHERN ook "SPICHEREN"
- WÖRTH
- COLOMBEY NOUILLY
- VIONVILLE-MARS LA TOUR
- GRAVELOTTE -ST. PRIVAT
- BEAUMONT
- NOISEVILLE
- SEDAN

- AMIENS
- BEAUNE LA ROLANDE
- VILLIERS
- LOIGNE-POUPRY
- ORLEANS
- BEAUGENCY-CRAVANT
- AN DER HALLUE
- BAPEAUME
- LE MANS

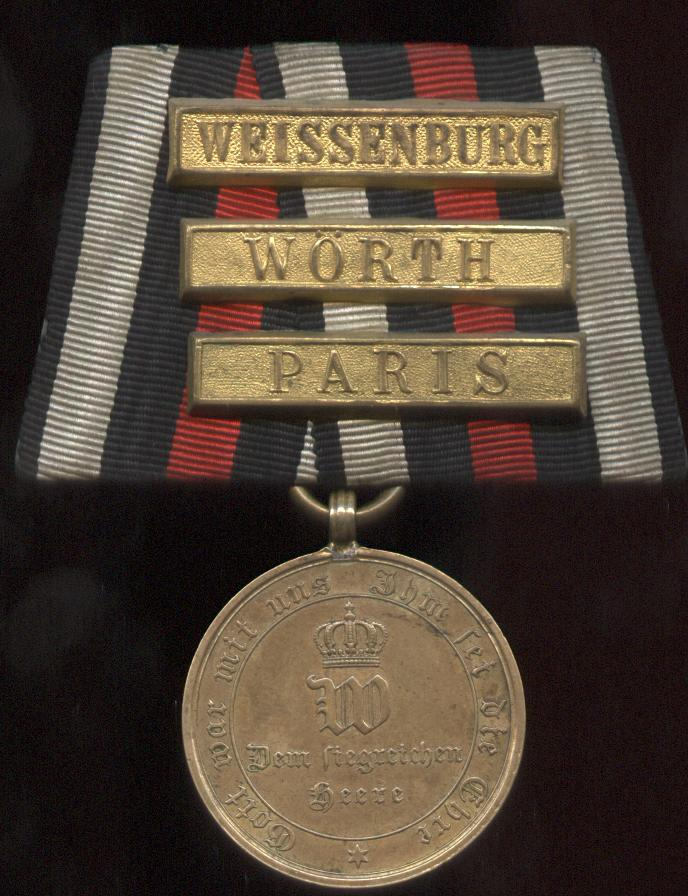
Oorlogsherdenkingsmunt met de gespen Weissenburg, Wörth en Paris

- AN DER LISAINE ook "A.D. LISSAINE"
- ST. QUINTIN
- MONT VALERIEN ook "A. MONT VALERIEN"
- STRAßBOURG
- PARIS
- BELFORT
- METZ

Veteranen van gevechten waarvoor geen gesp was ingesteld voelden zich tekortgedaan. Zij lieten op eigen initiatief gespen van hetzelfde materiaal en uiterlijk fabriceren. In het Duitse leger mochten dergelijke gespen uiteraard niet worden gedragen maar burgers stonden niet onder toezicht van militaire superieuren. Er zijn zes onofficiële gespen bekend.
- CHAMPIGNY
- COULMIERS
- TOUL
- LE BOURGET
- CHÂTEAU GOURY
- PATAY

De gespen zijn van verguld messing of verguld brons vervaardigd en mochten alleen op het lint van de combattanten worden gedragen. Omdat de gespen door de veteranen op eigen kosten werden aangeschaft en niet iedereen de gespen kocht, sommigen waren inmiddels overleden, zijn er in de antiekhandel minder gespen dan medailles in omloop. Vaak kochten de veteranen de goedkopere gespen van messing.
Hoewel er bij Sedan honderdduizend Duitsers vochten en in andere gevechten slechts enkele duizenden zijn van alle gespen veel exemplaren gemaakt. De gesp "SEDAN" kostte in 2010 veertig euro. De gesp "AN DER HALLUE" is gezien de catalogusprijs van tachtig euro het zeldzaamst. Aan de Hallue vochten 22.000 Duitse soldaten, in Sedan vochten 120.000 Duitsers. De slag waarvoor de minste officiële gespen konden worden gedragen is die van Beaune waar 9000 Duitsers vochten.

## De niet-originele medailles

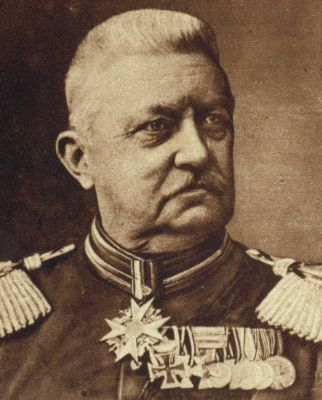
Veldmaarschalk Karl von Bülow in 1918 met om de hals het Grootkruis van de Orde van de Rode Adelaar en op de borst de Oorlogsherdenkingsmunt met drie gespen

Alle originele bronzen medailles dragen een randschrift "AUS EROBERTEM GESCHUETZ" maar er zijn ook verguld bronzen medailles zonder randschrift. Deze medailles werden gekocht en kwamen voor rekening van de koper. Militairen die verschillende sets opgemaakte onderscheidingen voor hun verschillende uniformen nodig hadden, de opgemaakte onderscheidingen van een "frack" waren het spiegelbeeld van die van het gewone uniform, kochten bij een juwelier een dergelijke kopie. Er zijn vergulde bronzen medailles in omloop. Deze waren kostbaarder dan de originele medailles.